# David Muntaner
Sebastián David Muntaner Juaneda (* 12. Juli 1983 in Establiments, Palma) ist ein spanischer Radsporttrainer und ehemaliger Bahn- und Straßenradrennfahrer.

## Sportliche Laufbahn
David Muntaner wurde 2003 in Valencia spanischer Bahnradmeister im Scratch. 2006 belegte er beim Weltcup in Los Angeles den dritten Platz in der Mannschaftsverfolgung. Im nächsten Jahr wurde er Zweiter beim Sechstagerennen in Aguascalientes. Bei den Olympischen Sommerspielen 2008 in Peking belegte er mit dem spanischen Nationalteam den siebten Platz in der Mannschaftsverfolgung. Später wurde er beim Bahnrad-Weltcup in Melbourne Zweiter in der Mannschaftsverfolgung und zusammen mit Unai Elorriaga gewann er den Madison-Wettbewerb.
2013 wurde Muntaner gemeinsam mit Albert Torres in Minsk Vize-Weltmeister im Zweier-Mannschaftsfahren, im Jahr darauf wurden die beiden Fahrer gemeinsam Weltmeister. Nach dem UCI-Bahn-Weltmeisterschaften 2015 beendete er seine aktive Radsportlaufbahn.

## Berufliches
Unmittelbar anschließend wurde David Muntaner irischer Nationaltrainer der Bahnnationalmannschaft. Der Kontakt war durch das Training der Iren auf Mallorca, wo Muntaner lebt, zustande gekommen.
Seit einigen Jahren betreibt er das Radsportcafé "Cycling Planet" in Alaró auf Mallorca.

## Erfolge – Bahn
2003
- Spanischer Meister – Scratch

2008

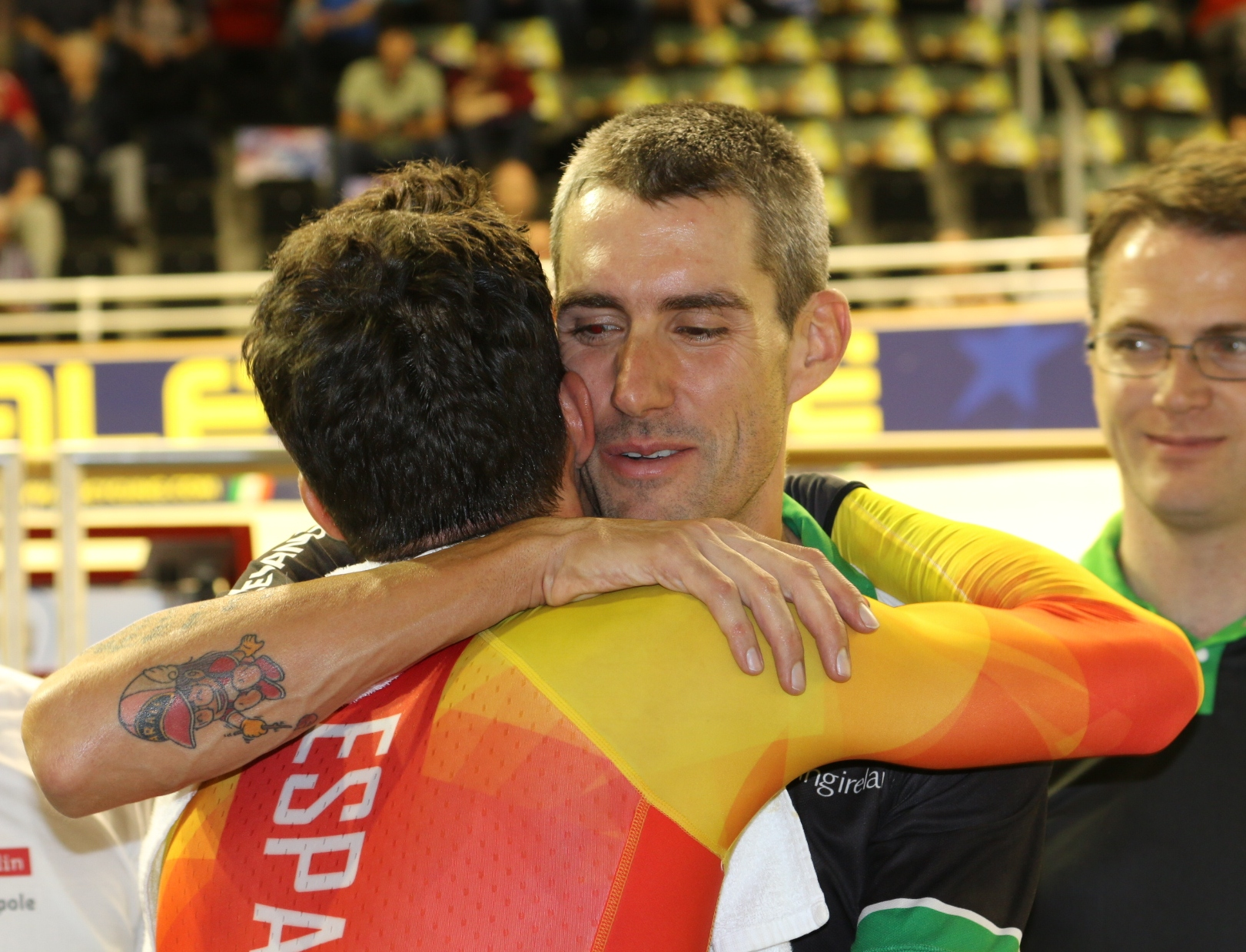
David Muntaner gratulierte seinem ehemaligen Mannschaftskollegen Albert Torres zum EM-Titel im Omnium

- Weltcup in Melbourne – Zweier-Mannschaftsfahren (mit Unai Elorriaga)

2009
- Spanischer Meister – Einerverfolgung
- Spanischer Meister – Scratch

2011
- Spanischer Meister – Einerverfolgung
- Spanischer Meister – Mannschaftsverfolgung (mit Jaime Alberto Muntaner, Vicente Pastor und Albert Torres)
- Spanischer Meister – Punktefahren
- Spanischer Meister – Zweier-Mannschaftsfahren (mit Albert Torres)

2012
- Spanischer Meister – Einerverfolgung
- Spanischer Meister – Mannschaftsverfolgung (mit Francisco Martí und Albert Torres)
- Spanischer Meister – Zweier-Mannschaftsfahren (mit Albert Torres)
- Spanischer Meister – Scratch

2013
- Weltmeisterschaft – Zweier-Mannschaftsfahren (mit Albert Torres)
- Europameisterschaft – Zweier-Mannschaftsfahren (mit Albert Torres)
- Spanischer Meister – Mannschaftsverfolgung (mit Jaime Muntaner, Vicente Pastor und Albert Torres)
- Spanischer Meister – Punktefahren
- Spanischer Meister – Zweier-Mannschaftsfahren (mit Albert Torres)

2014
- Weltmeister – Zweier-Mannschaftsfahren (mit Albert Torres)

## Teams
- 2014 ActiveJet Team
- 2015 ActiveJet Team